# Martín Prost
Martín Sebastián Prost (Pigüé, Provincia de Buenos Aires, Argentina; 11 de julio de 1988) es un futbolista argentino. Juega como delantero.

## Carrera

### Inicios
Prost se fue a los 13 años a realizarse una prueba en Boca Juniors, prueba en la que fue seleccionado para ser parte de las inferiores del Xeneize, pero debido a que extrañaba a su familia, regresó a su ciudad, Pigüé, volviendo a jugar en Sarmiento. Allí, debutó en 2005 a los 17 años.

### Tiro Federal de Puán
Luego de varios años, se fue a jugar a Puán, a 33 kilómetros de Pigüé. Jugó para Tiro Federal, siendo el goleador de la liga en 2010.

### Huracán de Tres Arroyos
Por sus buenas actuaciones en Tiro Federal, Huracán de Tres Arroyos, equipo que jugó en Primera División, y que en ese momento disputaba el Torneo Argentino A. Aunque jugó varios partidos, sólo convirtió 2 goles.

### Comisión de Actividades Infantiles
En 2012 la Comisión de Actividades Infantiles lo contrata para jugar el Torneo Argentino B. En el club chubutense logró el ascenso al Torneo Argentino A, siendo el goleador del equipo, junto a Mauro Villegas, con 17 goles. Además, fue el primer jugador de la Copa Argentina en convertir cuatro goles. Este logro lo consiguió el 7 de noviembre de 2012, en la victoria por 5-2 frente a Deportivo Madryn.

### Sarmiento de Junín
Por su buena actuación en el Argentino B, Sarmiento de Junín lo contrata para ser parte del plantel de la Primera B Nacional 2013-14. En el Verde no tuvo mucho lugar, ya que jugó sólo 8 partidos.

### Gimnasia y Esgrima de Mendoza
En julio de 2014, Prost volvió a la tercera división, renombrada como Torneo Federal A, para jugar en Gimnasia y Esgrima de Mendoza. En el Lobo mendocino tampoco tuvo mucha continuidad, ya que jugó sólo 11 partidos y convirtió su único gol en la victoria por 2-1 frente a San Lorenzo de Alem. Aun así, fue parte del plantel que ascendió a la Primera B Nacional 2015.

### Gimnasia y Esgrima de Concepción del Uruguay
Se mantuvo en la categoría, esta vez con Gimnasia y Esgrima de Concepción del Uruguay. En el club entrerriano, logró un gran nivel, siendo el máximo goleador del equipo y el cuarto del campeonato con 15 tantos, logrando un promedio cercano a un gol cada dos partidos.

### Juventud Unida de Gualeguaychú
Por su buen nivel, regresa a la Primera B Nacional, siendo contratado por Juventud Unida de Gualeguaychú. A pesar de jugar una gran cantidad de partidos, no tuvo una buena cifra goleadora, ya que en 49 partidos convirtió 8 goles.

### Agropecuario
A pesar de su cantidad de goles, el recién ascendido a la segunda categoría Agropecuario lo contrató. Jugó gran parte del torneo, participando en 23 partidos y convirtiendo 6 goles.

### Sport Boys
Prost decide cambiar de aires, y es contratado por Sport Boys, equipo de la Primera División de Bolivia. En su primer torneo, marca 13 goles, siendo el goleador de su equipo, y el segundo máximo goleador argentino, por detrás de Marcos Riquelme. A pesar de que en su segundo torneo no logró la misma cantidad de goles que en el primero, siguió siendo el goleador del equipo con 9 goles.

### Quilmes
Debido a su buen paso por Bolivia, Prost regresa a la Argentina, para jugar en Quilmes, de la Primera Nacional. Convirtió su primer gol frente a Defensores de Belgrano, dándole la victoria al Cervecero por 1-0. Debido a su poca cantidad de goles, se decide rescindir su contrato de mutuo acuerdo.

### Gimnasia y Esgrima de Jujuy
A pocos días de rescindir su contrato con el Cervecero, Prost firma con Gimnasia y Esgrima de Jujuy, rival del conjunto bonaerense.

### Independiente Petrolero
En enero de 2021 fue confirmado como nuevo jugador de Independiente Petrolero de la Primera División de Bolivia. El domingo 12 de diciembre de 2021, se consagró campeón del Campeonato de Primera División 2021 (Bolivia). Fue el goleador del campeonato con 18 goles.

## Estadísticas

### Clubes
- Actualizado hasta el 17 de agosto de 2025.

| Huracán (TA) Argentina | 3.ª                 | 2011-12             | 21  | 1   | 2  | 1  | -  | - | 23  | 2   | 0.09 |
| Huracán (TA) Argentina | Total club          | Total club          | 21  | 1   | 2  | 1  | -  | - | 23  | 2   | 0.09 |
| C. A. I. Argentina | 4.ª                 | 2012-13             | 35  | 17  | 2  | 4  | -  | - | 37  | 21  | 0.57 |
| C. A. I. Argentina | Total club          | Total club          | 35  | 17  | 2  | 4  | -  | - | 37  | 21  | 0.57 |
| Sarmiento (J) Argentina | 2.ª                 | 2013-14             | 7   | 0   | 1  | 0  | -  | - | 8   | 0   | 0    |
| Sarmiento (J) Argentina | Total club          | Total club          | 7   | 0   | 1  | 0  | -  | - | 8   | 0   | 0    |
| Gimnasia y Esgrima (M) Argentina | 3.ª                 | 2014                | 11  | 1   | 0  | 0  | -  | - | 11  | 1   | 0.09 |
| Gimnasia y Esgrima (M) Argentina | Total club          | Total club          | 11  | 1   | 0  | 0  | -  | - | 11  | 1   | 0.09 |
| Gimnasia y Esgrima (CdU) Argentina | 3.ª                 | 2015                | 31  | 15  | -  | -  | -  | - | 31  | 15  | 0.48 |
| Gimnasia y Esgrima (CdU) Argentina | Total club          | Total club          | 31  | 15  | -  | -  | -  | - | 31  | 15  | 0.48 |
| Juventud Unida (G) Argentina | 2.ª                 | 2016                | 14  | 2   | -  | -  | -  | - | 14  | 2   | 0.14 |
| Juventud Unida (G) Argentina | 2.ª                 | 2016-17             | 32  | 6   | 3  | 0  | -  | - | 33  | 6   | 0.18 |
| Juventud Unida (G) Argentina | Total club          | Total club          | 46  | 8   | 3  | 0  | -  | - | 49  | 8   | 0.16 |
| Agropecuario Argentina | 2.ª                 | 2017-18             | 23  | 6   | -  | -  | -  | - | 23  | 6   | 0.26 |
| Agropecuario Argentina | Total club          | Total club          | 23  | 6   | -  | -  | -  | - | 23  | 6   | 0.26 |
| Sport Boys · Bolivia | 1.ª                 | 2018                | 25  | 13  | -  | -  | -  | - | 25  | 13  | 0.52 |
| Sport Boys · Bolivia | 1.ª                 | 2019                | 25  | 9   | -  | -  | -  | - | 25  | 9   | 0.36 |
| Sport Boys · Bolivia | Total club          | Total club          | 50  | 22  | -  | -  | -  | - | 50  | 22  | 0.44 |
| Quilmes Argentina | 2.ª                 | 2019-20             | 11  | 2   | -  | -  | -  | - | 11  | 2   | 0.18 |
| Quilmes Argentina | Total club          | Total club          | 11  | 2   | -  | -  | -  | - | 11  | 2   | 0.18 |
| Gimnasia y Esgrima (J) Argentina | 2.ª                 | 2019-20             | 5   | 0   | -  | -  | -  | - | 5   | 0   | 0    |
| Gimnasia y Esgrima (J) Argentina | 2.ª                 | 2020                | 5   | 0   | -  | -  | -  | - | 5   | 0   | 0    |
| Gimnasia y Esgrima (J) Argentina | Total club          | Total club          | 10  | 0   | -  | -  | -  | - | 10  | 0   | 0    |
| Independiente Petrolero · Bolivia | 1.ª                 | 2021                | 30  | 18  | -  | -  | -  | - | 30  | 18  | 0.6  |
| Independiente Petrolero · Bolivia | Total club          | Total club          | 30  | 18  | -  | -  | -  | - | 30  | 18  | 0.6  |
| The Strongest · Bolivia | 1.ª                 | 2022                | 38  | 12  | -  | -  | 9  | 4 | 47  | 16  | 0.34 |
| The Strongest · Bolivia | Total club          | Total club          | 38  | 12  | -  | -  | 9  | 4 | 47  | 16  | 0.34 |
| Nacional Potosí · Bolivia | 1.ª                 | 2023                | 31  | 22  | 10 | 6  | 2  | 1 | 43  | 29  | 0.67 |
| Nacional Potosí · Bolivia | 1.ª                 | 2024                | 37  | 13  | 0  | 0  | 7  | 1 | 44  | 14  | 0.32 |
| Nacional Potosí · Bolivia | 1.ª                 | 2025                | 6   | 4   | 0  | 0  | 7  | 0 | 13  | 4   | 0.31 |
| Nacional Potosí · Bolivia | Total club          | Total club          | 74  | 39  | 10 | 6  | 16 | 2 | 100 | 47  | 0.47 |
| Olimpo Argentina | 3.ª                 | 2025                | 6   | 1   | -  | -  | -  | - | 6   | 1   | 0.17 |
| Olimpo Argentina | Total club          | Total club          | 6   | 1   | -  | -  | -  | - | 6   | 1   | 0.17 |
| Total en su carrera | Total en su carrera | Total en su carrera | 393 | 143 | 18 | 11 | 25 | 6 | 435 | 160 | 0.37 |
| (1) Las copas nacionales se refiere a la Copa Argentina. (2) Las copas internacionales se refiere a la Copa Libertadores y a la Copa Sudamericana. (3) Media de goles por encuentro. No incluye goles en partidos amistosos. |                     |                     |     |     |    |    |    |   |     |     |      |

## Palmarés

### Campeonatos nacionales
| Competición                 | Equipo                  | País    | Año  |
| --------------------------- | ----------------------- | ------- | ---- |
| Primera División de Bolivia | Independiente Petrolero | Bolivia | 2021 |

### Distinciones individuales
| Distinción                                            | Año  |
| ----------------------------------------------------- | ---- |
| Goleador de la Primera División de Bolivia (18 goles) | 2021 |